# Диоксид теллура
Диокси́д теллу́ра — неорганическое соединение теллура и кислорода с формулой TeO2, бесцветные кристаллы,
не растворяется в воде. Ангидрид теллуристой кислоты.

## Получение
- В природе встречаются минералы теллурит (β-TeO2) и парателлурит (α-TeO2).

- Окисление теллура:

{\displaystyle {\mathsf {Te+O_{2}\ {\xrightarrow {450^{o}C}}\ TeO_{2}}}}
- Действие перегретого пара на теллур:

{\displaystyle {\mathsf {Te+2H_{2}O\ {\xrightarrow {100-160^{o}C}}\ TeO_{2}+2H_{2}}}}
- Окисление теллура горячей концентрированной азотной кислотой:

{\displaystyle {\mathsf {Te+4HNO_{3}\ {\xrightarrow {100^{o}C}}\ TeO_{2}+4NO_{2}\uparrow +2H_{2}O}}}
- Окисление теллура калийной селитрой:

{\displaystyle {\mathsf {Te+2KNO_{3}\ {\xrightarrow {400-430^{o}C}}\ TeO_{2}+2KNO_{2}}}}
- Разложение горячими кислотами теллуритов:

{\displaystyle {\mathsf {Na_{2}TeO_{3}+2HNO_{3}\ {\xrightarrow {100^{o}C}}\ TeO_{2}\downarrow +2NaNO_{3}+H_{2}O}}}
- Разложение триоксида теллура:

{\displaystyle {\mathsf {2TeO_{3}\ {\xrightarrow {400^{o}C}}\ 2TeO_{2}+O_{2}}}}
- Разложение теллуристой кислоты и ортотеллуровой кислоты:

{\displaystyle {\mathsf {H_{2}TeO_{3}\ {\xrightarrow {40^{o}C}}\ TeO_{2}+H_{2}O}}}
{\displaystyle {\mathsf {2H_{6}TeO_{6}\ {\xrightarrow {400-600^{o}C}}\ 2TeO_{2}+O_{2}+6H_{2}O}}}
- Гидролиз тетрахлорида теллура:

{\displaystyle {\mathsf {TeCl_{4}+2H_{2}O\ {\xrightarrow {}}\ TeO_{2}+4HCl}}}

## Физические свойства
Диоксид теллура образует бесцветные кристаллы β-TeO2 ромбической сингонии, пространственная группа P cab, параметры ячейки a = 0,550 нм, b = 1,175 нм, c = 0,559 нм, Z = 8.
При 485 °C переходит в фазу α-TeO2 — тетрагональной сингонии, пространственная группа P 41212, параметры ячейки a = 0,481 нм, c = 0,762 нм, Z = 4.
В расплавленном состоянии представляет собой жидкость красного цвета.
Не растворяется в воде, рПР = 53,52.

## Химические свойства
- Реагирует с кислотами, образуя оксосоли:

{\displaystyle {\mathsf {2TeO_{2}+2HCl{\xrightarrow {}}Te_{2}O_{3}Cl_{2}+H_{2}O}}}
{\displaystyle {\mathsf {2TeO_{2}+H_{2}SO_{4}{\xrightarrow {}}Te_{2}O_{3}SO_{4}+H_{2}O}}}
При взаимодействии с концентрированными галогеноводородными кислотами образует комплекс:
{\displaystyle {\mathsf {TeO_{2}+6HI\rightarrow H_{2}[TeI_{6}]+2H_{2}O}}}
- Реагирует с гидроксидами и оксидами щелочных металлов, образуя теллуриты:

{\displaystyle {\mathsf {TeO_{2}+2NaOH\ {\xrightarrow {}}\ Na_{2}TeO_{3}+H_{2}O}}}
{\displaystyle {\mathsf {TeO_{2}+K_{2}O\ {\xrightarrow {}}\ K_{2}TeO_{3}}}}
- Обратимо разлагается при сильном нагревании:

{\displaystyle {\mathsf {2TeO_{2}\ {\xrightarrow {1000^{o}C}}\ 2TeO+O_{2}}}}
- Восстанавливается водородом:

{\displaystyle {\mathsf {TeO_{2}+2H_{2}\ {\xrightarrow {1000^{o}C}}\ Te+2H_{2}O}}}

## Применение
- Стёкла с большими показателями преломления.
- Как акустооптический материал[3].

## Биологическая роль
Как и многие другие соединения теллура, оксид теллура(IV) TeO2 в больших концентрациях ядовит для человека. По своей токсичности несколько уступает диоксиду селена.